# Isidoro Hinestroza
Isidoro Joamir Hinestroza Hernández (Ciudad de Panamá, Panamá; 11 de septiembre de 1997) es un futbolista panameño que juega como delantero en el Veraguas United FC de la Primera División de Panamá.

## Clubes
| Club                       | País      | Temporadas    |
| -------------------------- | --------- | ------------- |
| San Francisco FC           | Panamá    | 2016-2017     |
| Chorrillo FC               | Panamá    | 2017-2018     |
| CD Universitario           | Panamá    | 2018          |
| San Francisco FC           | Panamá    | 2019          |
| CD Santa Clara (cedido)    | Portugal  | 2019          |
| UD Vilafranquense (cedido) | Portugal  | 2019 - 2020   |
| San Francisco FC           | Panamá    | 2020 - 2021   |
| Carabobo FC (cedido)       | Venezuela | 2021          |
| Técnico Universitario      | Ecuador   | 2022          |
| San Francisco FC           | Panamá    | 2023          |
| Estudiantes de Mérida      | Venezuela | 2023          |
| CD Plaza Amador            | Panamá    | 2024          |
| Veraguas United FC         | Panamá    | 2025-presente |

## Estadísticas
- Historial de partidos: Actualizado el 6 de diciembre de 2023.[1]

| Club                              | Div                 | Temporada           | Liga  | Liga  | Copa Nacional | Copa Nacional | Copa Internacional | Copa Internacional | Total | Total | Prom. · |
| Club                              | Div                 | Temporada           | Part. | Goles | Part.         | Goles         | Part.              | Goles              | Part. | Goles | Prom. · |
| --------------------------------- | ------------------- | ------------------- | ----- | ----- | ------------- | ------------- | ------------------ | ------------------ | ----- | ----- | ------- |
| San Francisco · Panamá            | 1ª                  | 2016-17             | 15    | 6     | -             | -             | -                  | -                  | 15    | 6     | 0,40    |
| San Francisco · Panamá            | 1ª                  | 2017-II             | 5     | 0     | -             | -             | -                  | -                  | 5     | 0     | 0,00    |
| San Francisco · Panamá            | Total               | Total               | 20    | 6     | -             | -             | -                  | -                  | 20    | 6     | 0,30    |
| Universitario · Panamá            | 1.ª                 | 2018-II             | 13    | 2     | -             | -             | 2                  | 0                  | 15    | 2     | 0,13    |
| Universitario · Panamá            | Total               | Total               | 13    | 2     | -             | -             | 2                  | 0                  | 15    | 2     | 0,13    |
| San Francisco · Panamá            | 1.ª                 | 2019-I              | 19    | 8     | 0             | 0             | 0                  | 0                  | 19    | 8     | 0,42    |
| San Francisco · Panamá            | Total               | Total               | 19    | 8     | -             | -             | 0                  | 0                  | 19    | 8     | 0,42    |
| Santa Clara Portugal              | 1.ª                 | 2019-20             | 0     | 0     | 0             | 0             | -                  | -                  | 0     | 0     | 0,00    |
| Santa Clara Portugal              | Total               | Total               | 0     | 0     | -             | -             | 0                  | 0                  | 0     | 0     | 0,00    |
| Vilafranquense Portugal           | 2.ª                 | 2019-20             | 5     | 0     | 0             | 0             | -                  | -                  | 5     | 0     | 0,00    |
| Vilafranquense Portugal           | Total               | Total               | 5     | 0     | -             | -             | 0                  | 0                  | 5     | 0     | 0,00    |
| San Francisco · Panamá            | 1.ª                 | 2020-II             | 10    | 2     | -             | -             | 0                  | 0                  | 10    | 2     | 0,20    |
| San Francisco · Panamá            | 1.ª                 | 2021                | 12    | 6     | -             | -             | 0                  | 0                  | 12    | 6     | 1,00    |
| San Francisco · Panamá            | Total               | Total               | 22    | 8     | -             | -             | 0                  | 0                  | 22    | 8     | 0,50    |
| Carabobo F. C. · Venezuela        | 1.ª                 | 2021-II             | 12    | 5     | -             | -             | 0                  | 0                  | 12    | 5     | 0,41    |
| Carabobo F. C. · Venezuela        | Total               | Total               | 12    | 5     | -             | -             | 0                  | 0                  | 12    | 5     | 0,41    |
| Técnico Universitario · Ecuador   | 1.ª                 | 2022                | 3     | 0     | 0             | 0             | –                  | –                  | 3     | 0     | 0,0     |
| Técnico Universitario · Ecuador   | Total               | Total               | 3     | 0     | 0             | 0             | –                  | –                  | 3     | 0     | 0,0     |
| San Francisco F. C. · Panamá      | 1.ª                 | 2023                | 7     | 1     | -             | -             | -                  | -                  | 7     | 1     | 0,10    |
| San Francisco F. C. · Panamá      | Total               | Total               | 7     | 1     | -             | -             | -                  | -                  | 7     | 1     | 0,10    |
| Estudiantes de Mérida · Venezuela | 1.ª                 | 2023                | 4     | 0     | -             | -             | 0                  | 0                  | 4     | 0     | 0,00    |
| Estudiantes de Mérida · Venezuela | Total               | Total               | 4     | 0     | -             | -             | 0                  | 0                  | 4     | 0     | 0,00    |
| C. D. Plaza Amador · Panamá       | 1.ª                 | 2024                | 0     | 0     | -             | -             | -                  | -                  | 0     | 0     | 0,00    |
| C. D. Plaza Amador · Panamá       | Total               | Total               | 0     | 0     | -             | -             | -                  | -                  | 0     | 0     | 0,00    |
| Total en su carrera               | Total en su carrera | Total en su carrera | 104   | 30    | 0             | 0             | 2                  | 0                  | 106   | 30    | 0.28    |

## Palmarés

### Otros logros
Subcampeón del Torneo Clausura 2019 con San Francisco. 
 Subcampeón del Torneo Clausura 2020 con San Francisco.